# António Saldanha Ribeiro
Pour les articles homonymes, voir António Ribeiro (homonymie), Ribeiro et Saldanha (homonymie).
António Saldanha Ribeiro, né le 7 décembre 1927 à Maceira Liz et mort le 12 décembre 1999, est un arbitre portugais de football. Il débute en 1966 et est arbitre international de 1968 à 1977.

## Carrière
Il officie dans une compétition majeure : 
- Coupe du monde de football de 1970 (1 match)